# 1979 XJ
1979 XJ är en asteroid i huvudbältet som upptäcktes den 15 december 1979 av den belgiske astronomen Henri Debehogne och den brasilianske astronomen Edgar Rangel Netto vid La Silla-observatoriet.
Asteroiden har en diameter på ungefär 3 kilometer.